# Carnea
Carnea è una frazione di 252 abitanti nel comune di Follo, nella bassa Val di Vara, in provincia della Spezia.

## Origine del nome
Il toponimo Carnea deriva dalla radice Car- dell'antico ligure e sta a significare monte, altura, in riferimento alla posizione geografica del borgo.

## Geografia fisica
È la frazione più orientale del comune di Follo, arroccata su una collina che sorge su un'asperità tra i torrenti Piaggia e Marzana, in una valle trasversale alla Valle del Durasca.

## Storia

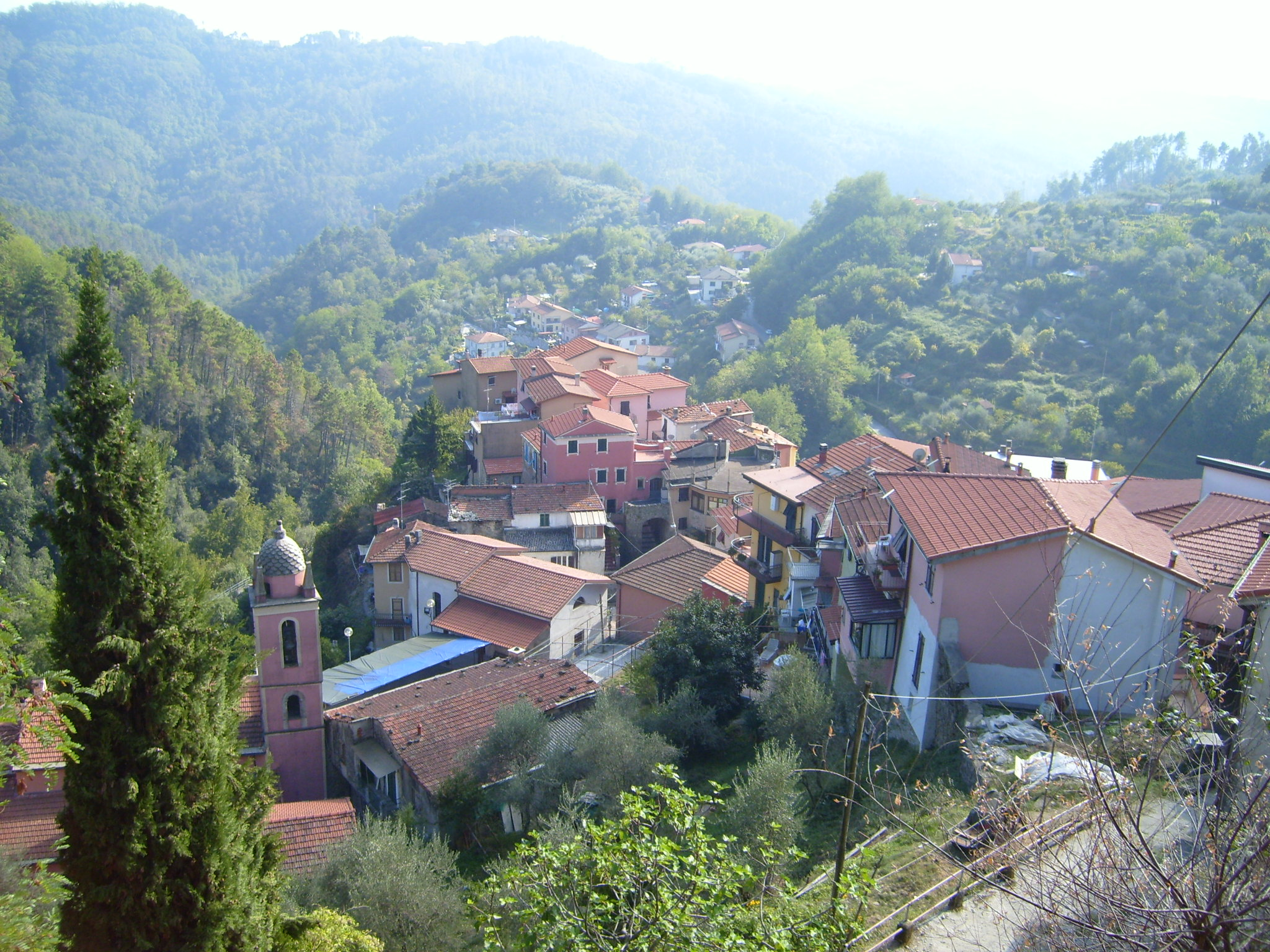
Il borgo visto dall'alto

### Età medievale
Non è chiara la funzione originaria dell'abitato, data la sua dipendenza prima dal castello di Polverara e poi da quello di Tivegna. La parte superiore del paese ha come denominazione Torre, nonostante non vi sia traccia al giorno d'oggi di architetture militari.
La prima testimonianza scritta sull'esistenza del paese è inserita nel Codice Pelavicino e risale al 17 agosto 1188, occasione in cui un certo Curto di Carnea testimoniò a Sarzana alla stesura dell'ordinamento delle famiglie dei cuochi del vescovo di Luni Pietro.
Sempre Curto di Carnea giurò assieme ad altri sette uomini in presenza del vescovo Gualtiero di descrivere la saltuaria della curia vescovile nel distretto di Sarzana, il 29 giugno 1199. 

### Età moderna
Nel 1608 la Comunità di Carnea si dotò di propri Statuti, ai quali seguirono i Capitoli Campestri nel 1638.
Nel 1686 venne edificata la locale chiesa parrocchiale dedicata all'Assunzione di Maria; precedentemente a quella data fungeva da parrocchiale la chiesa della Madonna dell'Olivo.
Nel 1806 il borgo venne inglobato nel comune di Follo.
Alle spalle del borgo si trova il monte Croce, sulla cui vetta si ergeva fino al 1944 una chiesa con tre accessi, corrispondenti alle tre comunità dalle quali era stata edificata: Carnea appunto, Sorbolo e Polverara.

## Festività
- Festa patronale dell'Assunzione di Maria, 15 agosto;
- Sagra della Frittella di Baccalà, che si tiene, ormai da decenni, la seconda domenica di Settembre. In questa sagra paesana, non è solo la famosa Frittella di Baccalà che fa capo tra le pietanze, ma tutta una serie di piatti preparati artigianalmente dalle famiglie del paese.

## Monumenti e luoghi d'interesse

### Architetture religiose
- Chiesa parrocchiale di Santa Maria Assunta, edificata nel 1686.
- Oratorio di Nostra Signora dell'Olivo, sede della parrocchia prima del 1686; nei manoscritti lasciati da Bartolomeo Bella Rettore di Carnea si parla già di una piccola e antica chiesa tre volte "rifabbricata". L'attuale costruzione risale in gran parte al XVIII secolo in cui si realizzano la nuova struttura e le decorazioni interne ad affresco datate 1746.[7]
- Oratorio San Rocco.
- Oratorio Santa Croce.

### Architetture civili
- Borgo di Carnea.

### Monumenti
- Monumento a Giuseppe Mazzini, realizzato nel 1957.[8]

## Curiosità

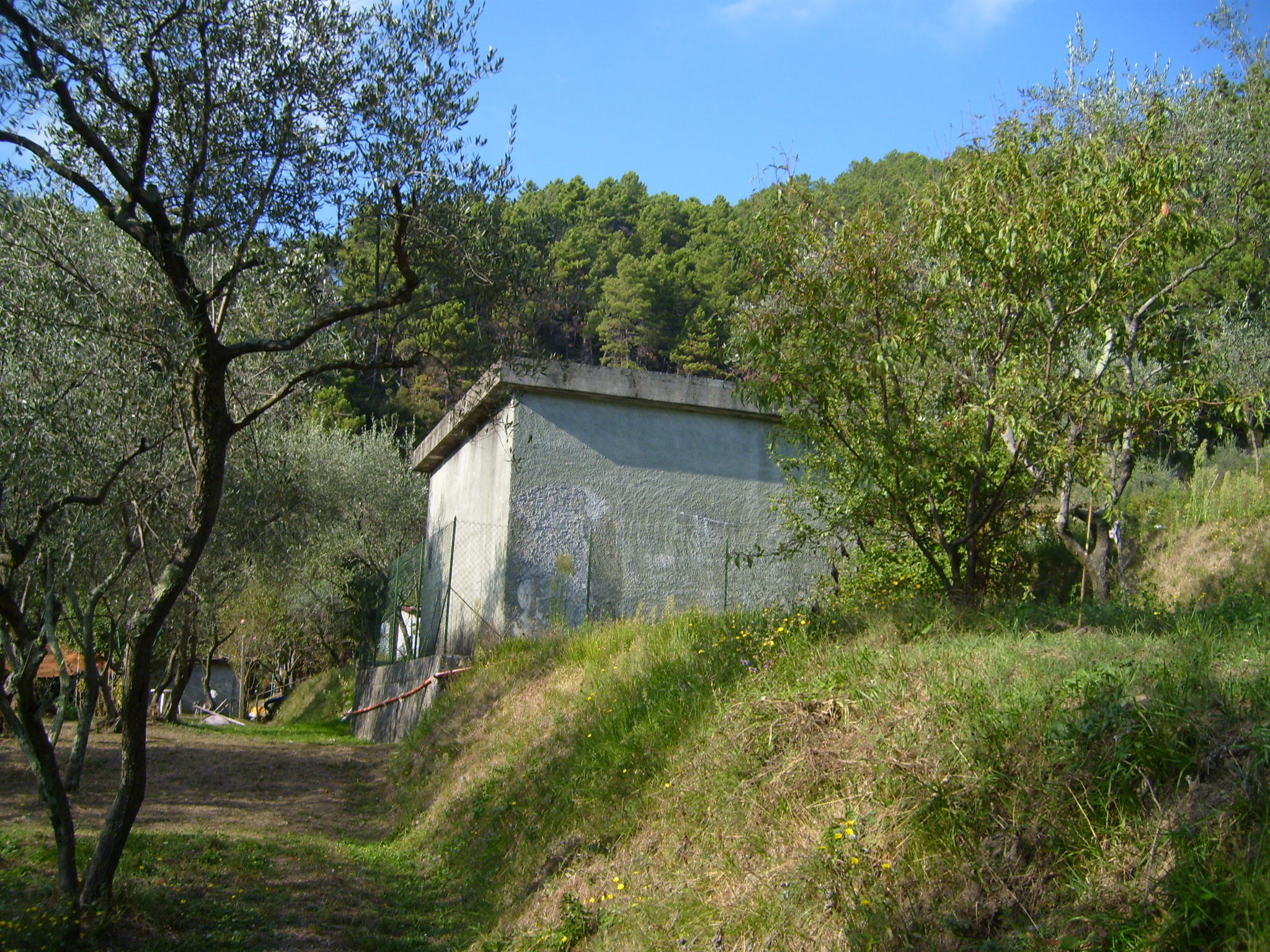
La cisterna dell'acquedotto

- Carnea è sede dell'unica Proloco riconosciuta nel comune di Follo[9].
- L'acquedotto che porta l'acqua nelle case del borgo è di proprietà dei cittadini e la gestione dell'adduzione idrica avviene attraverso il Consorzio Acquedotto Carnea[10].